# ليزلي ليفي
ليزلي د. ليفي أكاديمية وباحثة أمريكية وأستاذة في قسم علم النفس الاستشاري والخدمات الإنسانية إضافة إلى أنها مديرة مساعدة لمعهد علوم الوقاية بجامعة أوريغون. تشغل أيضاً منصب المديرة المساعدة لبرامج الدراسات العليا للوقاية ورئيسة جمعية أبحاث الوقاية ونائبة الرئيس المعاون للبحوث في مكتب نائب الرئيس للبحوث والابتكار، وتعمل في حلقات أقسام المعاهد الوطنية للصحة وهيئة التحرير للتطوير وعلم النفس المرضي.

## السيرة المهنية
حصلت ليزلي ليفي على درجة البكالوريوس في علم النفس من جامعة كاليفورنيا في سانتا كروز في عام 1990. حصلت على درجة الماجستير في علم النفس عام 1991 وعلى درجة الدكتوراه في علم النفس التطوري عام 1995 من جامعة ولاية أوريغون. بدأت العمل في جامعة أوريغون عام 2013 كأستاذة في كلية التربية. في عام 2018، تلقت ليفي منحة قدرها 12.5 مليون دولار من المعاهد الوطنية للصحة (NIH) من أجل البحث التعاوني حول آثار البيئة على صحة الأطفال ونموهم.

## الاهتمامات الأكاديمية
ينصب تركيزها الأساسي على التبني والرعاية البديلة وإساءة معاملة الأطفال والتدخل والنتائج للشباب في نظام قضاء الأحداث وتنمية الطفل والفتيات في سن المراهقة. ترأست أيضاً مشروع مدرسة دراسة النمو المبكر والتنمية وشاركت في قيادة مشروع دراسة النمو المبكر والصحة النفسية، بالإضافة إلى توجيه تجربة التدخل العشوائي بهدف الحد من ظهور السلوكيات المريبة للفتيات من الحضانة اللواتي سيدخلن إلى المدرسة المتوسطة.

## الأبحاث
تعمل ليفي على دراسة تأثيرات الجينات والبيئة على نمو الطفل اعتباراً من عام 2018، والتي تتم من خلال دراسة الأطفال المتبنين وعائلاتهم البيولوجيين والعائلات التي تبنتهم. تشير نتائج ليفي وغيرها من الباحثين إلى أن الأطفال يعانون من مشكلات صحية مختلفة عن أقاربهم البيولوجيين والمُتبنين. في دراسة مع لوك هايد أستاذ مساعد في علم النفس بجامعة ميشيغان، وجدا أن الأطفال الذين يعانون من سلوكيات عدوانية («سمات قاسية غير عاطفية») قد يرثون هذه الصفات من والديهم البيولوجيين، ولكن لا يزال من الممكن تخفيف هذه السلوكيات عن طريق التفاعلات الإيجابية مع الآباء بالتبني، ومنعهم من تطوير السلوكيات المعادية للمجتمع على المدى الطويل.
وجدت ليفي في الأبحاث السابقة أن استجابات الآباء القاسية يمكن أن تتأثر بسلوكيات الأطفال بالإضافة إلى طباع الوالدين ومشاكل الزواج. وجدت ليفي وزملاؤها أن الأمهات المصابات بأعراض اكتئاب أكثر عرضة للرد على السلوكيات الصعبة لأطفالهن من الغضب أو التهيج، مما يزيد من احتمال تعرض الأطفال لمزيد من المشكلات السلوكية. ومع ذلك، إذا كان لدى الوالدان (الأمهات والآباء) يعانون من أعراض الاكتئاب ولديهم شريك يتمتع بدعم اجتماعي قوي، فإن العلاقة بين الاكتئاب الوالدي وسلوكيات الأطفال تكون أضعف. لتنمية الطفل المبكرة، اعتقدت ليفي أن وجود علاقة مستقرة مع مقدم الرعاية الأساسي أمر ضروري لنمو الطفل. وأظهر بحثها مع جمعية أبحاث الوقاية أن برامج الوقاية من تعاطي المخدرات أثبتت أنها أكثر فاعلية واقتصادية من برامج علاجها.
في برنامج حافظ على سلامتك (KEEP SAFE) الذي تقوم بتطويره، أجرت دراسة مع هيون كيم لتقييم كفاءة البرنامج وتظهر النتائج تصنيفاً «واعداً» للبرنامج. أظهر البرنامج «انخفاضاً كبيرا في التبغ والماريجوانا وتعاطي المخدرات بشكل عام إضافةً إلى السلوك المنحرف».